# Oberdiebach

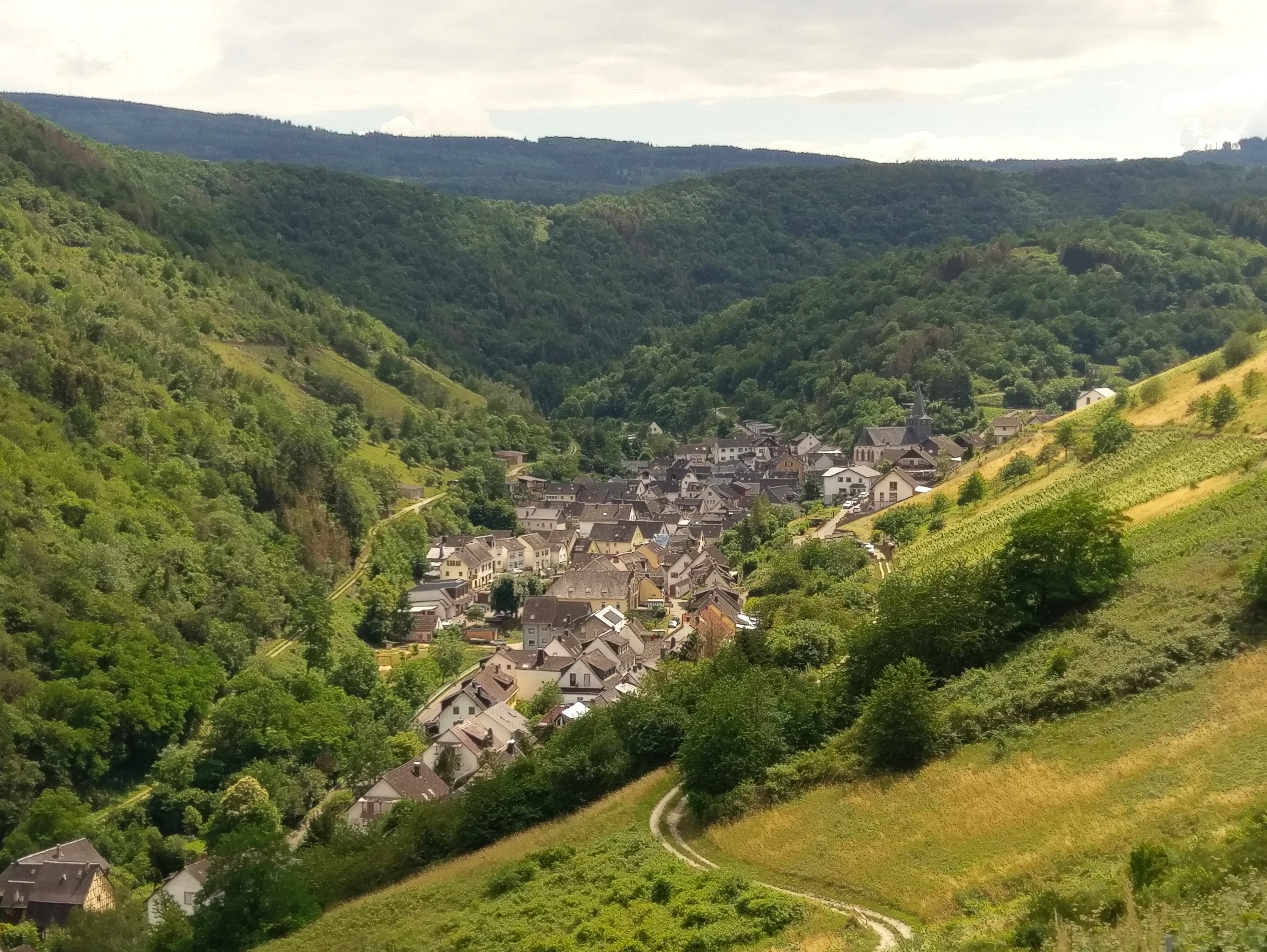
Blick auf Oberdiebach

Oberdiebach ist eine Ortsgemeinde im Landkreis Mainz-Bingen in Rheinland-Pfalz. Sie gehört der Verbandsgemeinde Rhein-Nahe an, die ihren Verwaltungssitz in der Stadt Bingen am Rhein hat. Seit 2002 ist Oberdiebach Teil des UNESCO-Welterbes Oberes Mittelrheintal.

## Geographie
Oberdiebach liegt im Mittelrheintal zwischen Koblenz und Mainz am Fuße des Hunsrücks. Die nächstgelegene größere Stadt ist das ca. 10 Kilometer (Luftlinie) südwestlich gelegene Bingen am Rhein.
Ortsteile der Gemeinde sind Oberdiebach, Rheindiebach und Winzberg. Zudem gehören die Wohnplätze Petersackerhof und Schloss Fürstenberg zum Ort.
Nachbarorte von Oberdiebach sind die Ortsgemeinden Niederheimbach im Osten, Oberheimbach im Süden, das bereits zum Rhein-Hunsrück-Kreis gehörende Dichtelbach im Südwesten, Manubach im Westen, die Stadt Bacharach im Norden sowie – auf dem rechten Rheinufer – die zu Hessen gehörende Stadt Lorch im Nordosten.

## Geschichte
Die älteste erhaltene Erwähnung von Oberdiebach stammt von 893. 1220 errichtete der Kölner Kurfürst an der Grenze zu Kurmainz die Burg Fürstenberg. Das Kloster Otterberg war im Ort begütert. Von 1461 stammt die älteste erhaltene Erwähnung von Rheindiebach (Dyepach Ryne). 1689 zerstörten die Franzosen im Pfälzischen Erbfolgekrieg die Burg Fürstenberg. 1822 wurde der MGV „Eintracht“  gegründet, einer der ältesten Gesangvereine in Rheinland-Pfalz.
Nach dem Zweiten Weltkrieg wurde Oberdiebach innerhalb der französischen Besatzungszone Teil des damals neu gebildeten Landes Rheinland-Pfalz. 
Die Entwicklung der Einwohnerzahl von Oberdiebach, die Werte von 1871 bis 1987 beruhen auf Volkszählungen:
| Jahr | Einwohner |
| ---- | --------- |
| 1815 | 663       |
| 1835 | 825       |
| 1871 | 797       |
| 1905 | 838       |
| 1939 | 876       |
| 1950 | 964       |

| Jahr | Einwohner |
| ---- | --------- |
| 1961 | 918       |
| 1970 | 905       |
| 1987 | 935       |
| 2005 | 916       |
| 2022 | 849       |

## Politik

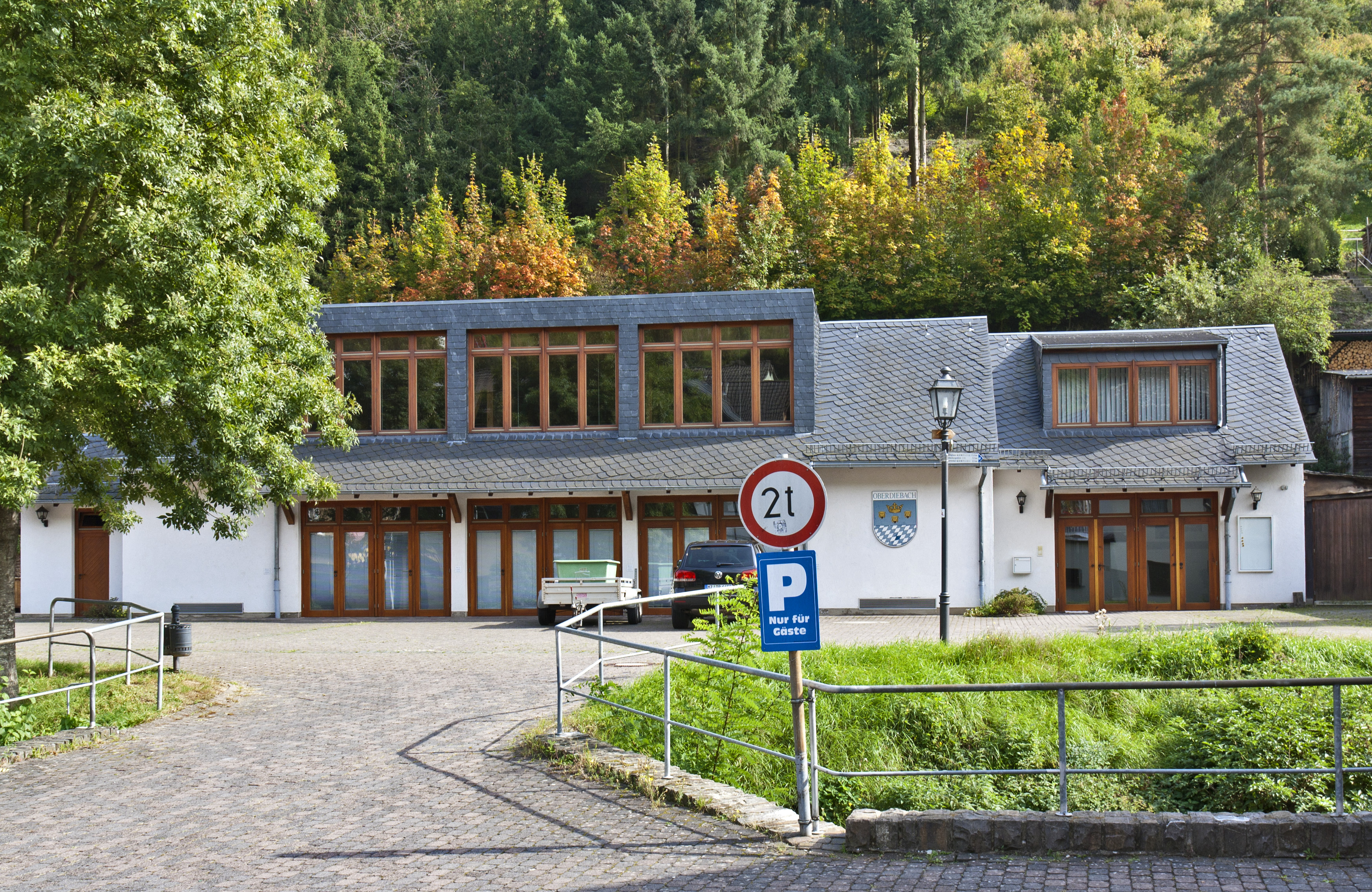
Oberdiebach: Fürstenberghalle und Gemeindeverwaltung

### Gemeinderat
Der Gemeinderat in Oberdiebach besteht aus zwölf Ratsmitgliedern, die bei der Kommunalwahl am 9. Juni 2024 in einer personalisierten Verhältniswahl gewählt wurden, und dem ehrenamtlichen Ortsbürgermeister als Vorsitzendem.
Die Sitzverteilung im Gemeinderat:
| Wahl | CDU | WG 1 | WG 2 | WG 3 | WG 4 | Gesamt   |
| ---- | --- | ---- | ---- | ---- | ---- | -------- |
| 2024 | –   | –    | –    | 8    | 4    | 12 Sitze |
| 2019 | –   | 9    | 3    | –    | –    | 12 Sitze |
| 2014 | –   | 9    | 3    | –    | –    | 12 Sitze |
| 2009 | –   | 8    | 4    | –    | –    | 12 Sitze |
| 2004 | 3   | 7    | 2    | –    | –    | 12 Sitze |

- WG 1 = Wählergruppe Laudert
- WG 2 = Wählergruppe Dr. Stelter
- WG 3 = Wählergruppe Straßburger
- WG 4 = Wählergruppe Krämer

### Bürgermeister
Das Amt ist derzeit vakant. Zuletzt wurde im Rahmen der Kommunalwahl 2019 Bernhard Laudert mit 90,4 Prozent der Stimmen erneut direkt zum Ortsbürgermeister gewählt. Für die Direktwahl am 9. Juni 2024 wurde kein Wahlvorschlag eingereicht. Die Neuwahl eines Bürgermeisters erfolgt daher gemäß rheinland-pfälzischer Gemeindeordnung durch den Rat der Gemeinde. Bei der konstituierenden Sitzung am 22. August 2024 gab es jedoch keine Kandidaten. Der bisherige Ortsbürgermeister Bernhard Laudert legte sein Amt am 1. September 2024 nieder. Die Amtsgeschäfte werden zunächst vom Ersten Beigeordneten Oliver Straßburger und den weiteren Beigeordneten der Gemeinde fortgeführt.

## Bauwerke

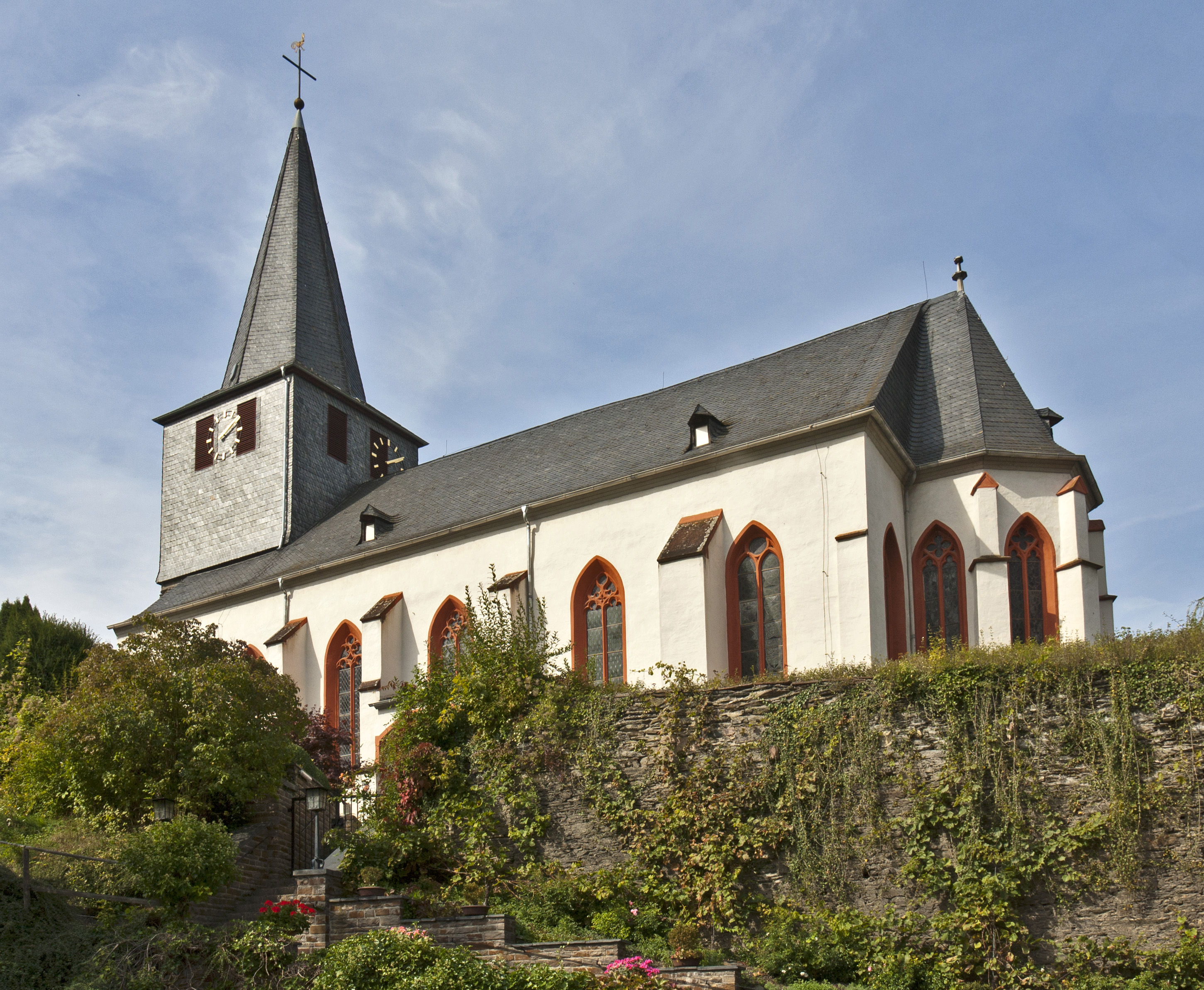
Oberdiebach: Evangelische Pfarrkirche

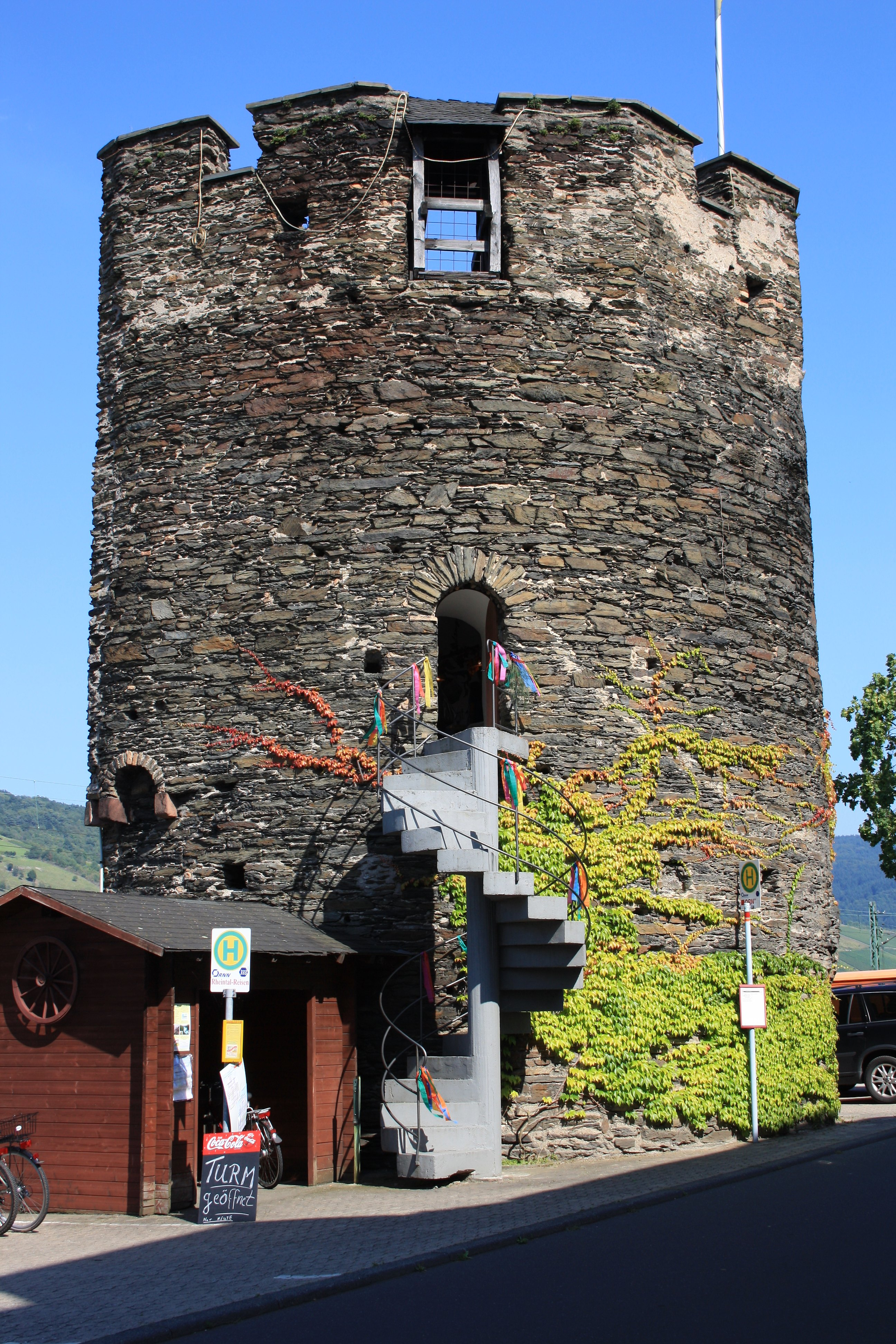
Rheindiebach: Ortsbefestigung, Eckturm

- im Ortsteil Oberdiebach die Pfarrkirche St. Mauritius (1414) mit Altarbild und eiserner Kanzel.
- im Ortsteil Rheindiebach die Burgruine Fürstenberg und
- der halbe Turm, ehemals Teil der gotischen Ortsbefestigung. Große Teile der Ortsbefestigung und Teile des Turmes fielen dem Ausbau der Bundesstraße 9 in der zweiten Hälfte des 20. Jahrhunderts zum Opfer.
- südöstlich von Oberdiebach befindet sich der Sender Lorch (Rheingau).

## Söhne Oberdiebachs
- Johann Henrich Reitz (1665–1720), bekannter Radikalpietist und Autor (Unparteiische Kirchen- und Ketzerhistorie)
- Johann Wilhelm Theobald (1726–1816), Lazaristenpater, erster Provinzial seines Ordens in der Kurpfalz und Pfarrer von Neustadt an der Weinstraße
- Klaus Wagner (1937–2005), Hispanist in Sevilla

## Wirtschaft
Oberdiebach ist wirtschaftlich durch den Weinbau geprägt. Der Weinbau in Kaub gehört innerhalb des Anbaugebiets Mittelrhein zum Bereich Loreley. Die Einzellagen sind der Oberdiebacher Rheinberg, der Oberdiebacher Fürstenberg, der Oberdiebacher Kräuterberg und der Oberdiebacher Bischofshub. Der Tourismus spielt eine kleine, aber ausbaufähige Rolle. Nicht nur um den Tourismus zu fördern, sondern auch die eigene Identität als Ort wurden alte Traditionen wiederbelebt. So entstand neu die Zunft der Weinschröter, die in alter Zeit für den Transport der schweren und wertvollen Weinfässer zuständig waren und heute alte Traditionen pflegt.

## Verkehr
- Der nächste Bahnhof ist in Niederheimbach an der Bahnlinie von Mainz–Koblenz.
- Direkt durch den Gemeindeteil Rheindiebach verläuft die Bundesstraße 9, die Mainz mit Koblenz verbindet.
- Durch das Seitentälchen verläuft die Rheingoldstraße (hier K 27), mit der man über den Nachbarort Manubach die Bundesautobahn 61 nach etwa 11 km an der Anschlussstelle Rheinböllen erreicht. Die Rheingoldstraße selbst führt beginnend in Rheindiebach über die linksrheinischen Höhen nach Boppard. Sie ist besonders bei Motorradtouristen beliebt.
- Am Rhein entlang führt der Rheinradweg.
- Der Fernwanderweg Rheinburgenweg tangiert den Ort auf der Etappe Trechtingshausen–Bacharach